# Josef Volf
Josef Volf (* 11. Januar 1939 in Brno) ist ein ehemaliger tschechoslowakischer Radrennfahrer und nationaler Meister im Radsport.

## Sportliche Laufbahn
Volf war überwiegend als Bahnradsportler aktiv und bestritt vorwiegend Ausdauerdisziplinen. Er war Teilnehmer der Olympischen Sommerspiele 1960 in Rom. Dort startete er in der Mannschaftsverfolgung und wurde dabei gemeinsam mit Ferdinand Duchon, Slavoj Černý und Jan Chlístovský auf dem 5. Rang klassiert. 1960 gewann die nationale Meisterschaft in der Einerverfolgung. 1959, 1961 und 1962 war er Vize-Meister. 1959 gewann er auch die Meisterschaft in der Mannschaftsverfolgung. 1961 und 1962 gelang ihm der Titelgewinn in dieser Disziplin erneut.
In der Internationalen Friedensfahrt startete er 1963 (53. Platz im Endklassement) und 1964 (46. Platz im Endklassement).